# Isaac de Portau
Pour les articles homonymes, voir Porthos (homonymie).
Isaac de Portau, dit Porthos, est un seigneur béarnais né à Pau le 2 février 1617 et mort à une date inconnue.
Il a inspiré à Alexandre Dumas le personnage fictif de Porthos dans le roman Les Trois Mousquetaires (1844).

## Famille
Isaac de Portau est issu d'une famille protestante du Béarn, originaire d'Audaux (Pyrénées-Atlantiques). Son père a été secrétaire du roi et des États de Navarre, et a pu acheter des seigneuries. Il était seigneur de Camptort et de Castetbon en Béarn.

## Biographie
Comme Athos, Porthos se dirige vers l’armée, et commence par entrer en 1640 en qualité de cadet dans les Gardes françaises, compagnie des Essarts (François de Guillon, seigneur des Essarts, est le beau-frère de Jean-Armand du Peyrer, seigneur de Tréville, qui l'a recommandé). Il se trouve donc dans cette compagnie lorsque d'Artagnan y entre à son tour après 1640, et ils auraient ainsi fait campagne ensemble. On l’y retrouve en 1642 à Perpignan puis à Lyon. En 1643, Porthos passe aux Mousquetaires, deux ans avant la mort d’Athos. On le retrouvera ensuite garde des munitions à la forteresse de Navarrenx (Pyrénées-Atlantiques). La tradition veut qu'il ait fini sa vie chez son neveu, à Lanne-en-Barétous.[réf. nécessaire]
D'après Joseph Miqueu, on ne sait rien sur la fin de sa vie et les circonstances de sa mort. Certains indiquent 1670 pour la date de sa mort, ce qui est une erreur car c'est celle de son frère aîné, décès annoncé par le duc de Gramont, gouverneur des États de Béarn. Sur un document du Parlement de Licharre de 1663, le comte de Trois-villes voulait en faire le syndic de Soule. Mais d'après un biographe d'Alexandre Dumas, Jean de Lamaze, il serait mort à Pau, sa ville natale, en 1670 .